# جونغ مان سيك
جونج مان سيك (هانغل: 정만식) هو ممثل كوري جنوبي. ولد في 11 ديسمبر 1974 في موكبو، كوريا الجنوبية.

## فيلموغرافيا

### مسلسلات تلفزيونية
- الطبيب الجيد (2013)
- أب سيئ (2018)
- اضحك في واكيكي (جزء الثاني)- ظهور خاص 2019
- فاجابوند - 2019.
- رئيس العمال (2019)
- الحصول على الانتقام- 2020.
- تحت جناح السرية - 2021.
- أولئك الذين يقرؤون عقول الشر-2022.[5] [6]
- من الداخل -2022.[7]
- مينامدانج -2022.[8]
- يوم حظ دموي - 2023[9]

## روابط خارجية
- جونغ مان سيك على موقع IMDb (الإنجليزية)
- جونغ مان سيك على موقع قاعدة بيانات الفيلم (الإنجليزية)